# Laboratorios Rovi
Laboratorios Farmacéuticos Rovi es una compañía farmacéutica española con sede en Pozuelo de Alarcón (Madrid).

## Historia
Fue fundada por Juan López-Belmonte, que salió de Albacete en 1939 de una capital asolada por la guerra civil que fue bombardeada hasta en diez ocasiones, para trasladarse a Madrid, creando en 1939 PAN Química Farmacéutica. Poco después de su fundación Pfizer compró sus instalaciones y se quedó con la mayoría de sus trabajadores. En 1946 la empresa se transformó en la actual Laboratorios Rovi. Destacó por la patente de la bemiparina, una heparina de bajo peso molecular. Otro de sus éxitos fue el supositorio de glicerina, que contenía como principio activo el glicerol. Es un medicamento laxante y se administra por vía rectal, aunque fue vendido en 1994 a Pfizer.
En 2007 salió a bolsa, lo que permitió el crecimiento internacional de la compañía.

## COVID-19
En 2020 Rovi alcanzó un acuerdo con Moderna para producir en España la vacuna contra el COVID-19 de la compañía estadounidense para los mercados de fuera de Estados Unidos. El 26 de octubre de 2020 el presidente del Gobierno, Pedro Sánchez, visitó sus instalaciones y agradeció a la empresa que fabricase las primeras vacunas contra el COVID-19 en territorio español desde principios de 2021.
Desde diciembre de 2021, forma parte del índice bursátil IBEX 35.